# Heidi N Closet

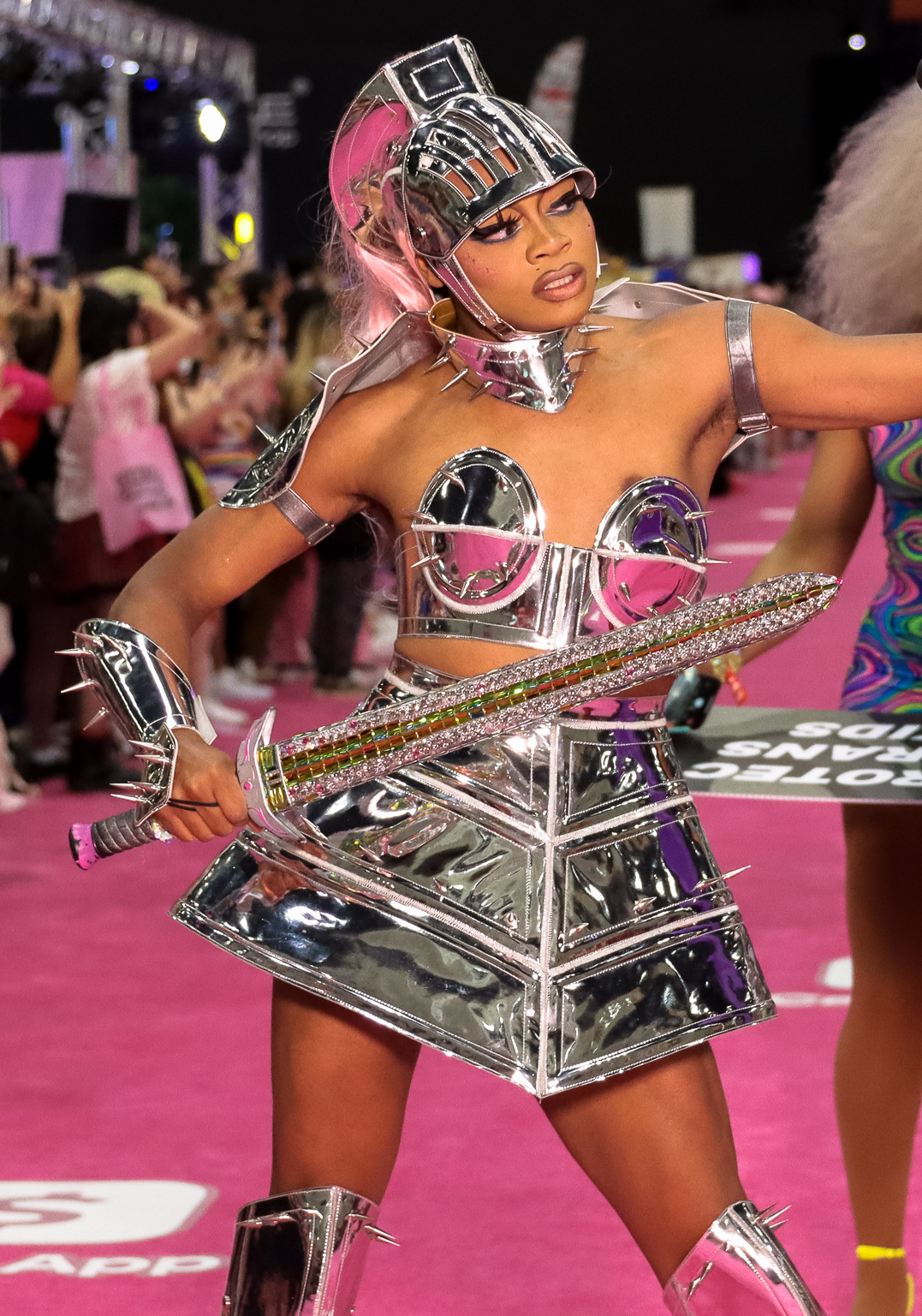
Heidi N Closet bei der RuPaul's DragCon in LA (2023)

Heidi N Closet (* 29. September 1994 in Ramseur, North Carolina bürgerlich Trevien Anthonie Cheek) ist eine US-amerikanische Dragqueen. Sie ist bekannt geworden durch ihre Teilnahme an der zwölften Staffel von RuPaul’s Drag Race, wo sie den sechsten Platz belegte und Miss Congeniality wurde. Sie nahm außerdem an der achten Staffel von RuPaul' Drag Race All Stars teil.

## Leben
Trevien Cheek wuchs in Ramseur, einem Dorf in North Carolina auf. Seine Mutter starb früh, weshalb er von seiner Großmutter aufgezogen wurde.
Vor der Teilnahme an Drag Race arbeitete Cheek bei einer Tankstelle und gab an, im Jahr $9,000 verdient zu haben. Er ist offen homosexuell und lebt in Los Angeles.

## Drag-Karriere
Im Jahr 2014 sah Cheek das erste Mal eine Drag-Show in Winston-Salem (North Carolina). Der Drag-Name entstand aus einem Scherz. Viele Männer aus ihrer Heimatstadt waren nicht offen homosexuell und versuchten Cheek immer wieder zu umwerben. Er kommentierte die Situation mit "There’s no need to be hiding in the closet".
Im Jahr 2020 wurde bekannt, dass Heidi N Closet an der zwölften Staffel von RuPaul's Drag Race teilnehmen würde. Heidi N Closet befand sich dreimal unter den besten und viermal unter den schlechtesten Teilnehmerinnen der Woche. Sie gewann die Challenge in der achten Folge, bei der die Kandidatinnen Produkte für die erfundene Dragqueen-Lifestyle-Marke "Droop" kreieren und vermarkten mussten. In der elften Folge verlor sie im Lip-Sync-Duell gegen Jaida Essence Hall zum Lied 1999 von Prince. Heidi N Closet gewann den Titel der Miss Congeniality der Staffel, was bedeutet, dass sie von den anderen Dragqueens als die freundlichste und hilfsbereiteste Teilnehmerin ihrer Staffel bewertet wurde. Ru Paul missfiel der Name von Heidi N Closet, weshalb er die Staffel über versuchte einen neuen Namen zu etablieren, indem er sie Heidi Ho, Heidi N Seeky, Heidi Hydrates oder Heidi Afrodite nannte. Für ihre Outfits der zwölften Staffel gab sie etwa $4,000 aus.

### Film- und Fernsehen
| Jahr | Titel                                              | Rolle          | Anmerkungen                                                              |
| ---- | -------------------------------------------------- | -------------- | ------------------------------------------------------------------------ |
| 2020 | RuPaul's Drag Race (Staffel 12)                    | Heidi N Closet |                                                                          |
| 2020 | RuPaul's Drag Race: Untucked                       | Heidi N Closet |                                                                          |
| 2021 | RuPaul's Drag Race (Staffel 13)                    | Heidi N Closet | Gast (Folge 12 und 16)                                                   |
| 2021 | RuPaul's Drag Race All Stars (Staffel 6)           | Heidi N Closet | Gast; Lip Sync Assassin (Folge 8) zum Lied Sugar Walls von Sheena Easton |
| 2021 | RuPaul's Drag Race All Stars: Untucked (Staffel 3) | Heidi N Closet |                                                                          |
| 2023 | RuPaul's Drag Race All Stars (Staffel 8)           | Heidi N Closet | Teilnehmerin                                                             |
| 2023 | RuPaul's Drag Race All Stars: Untucked (Staffel 5) | Heidi N Closet | Teilnehmerin                                                             |
| 2023 | Drag Me to Dinner                                  | Heidi N Closet | ausgestrahlt auf Hulu                                                    |
| 2024 | Slay                                               | Robin Banks    | Horrorkomödie mit Trinity the Tuck, Crystal Methyd und Cara Melle        |
| 2024 | Stand Behavior                                     | Cutie Pie      |                                                                          |

### Musik
Musikvideos
| Jahr | Titel          | Künstler           |
| ---- | -------------- | ------------------ |
| 2020 | "Always"       | Waze & Odyssey     |
| 2020 | "Gorgeois"     | Rigel Gemini       |
| 2020 | "STFUK"        | Salina EsTitties   |
| 2020 | "Fallen Angel" | Erasure            |
| 2021 | "G.A.P."       | Heidi N Closet     |
| 2023 | "True Colors"  | Kylie Sonique Love |

Diskografie
| Titel                                                                                                  | Jahr |
| --- | ---- |
| "I'm That Bitch" (mit den Teilnehmerinnen von RuPaul's Drag Race Staffel 12)                           | 2020 |
| "Madonna: The Unauthorized Rusical" (mit den Teilnehmerinnen von RuPaul's Drag Race Staffel 12)        | 2020 |
| "The Shady Bunch" (mit den Teilnehmerinnen von RuPaul's Drag Race Staffel 12)                          | 2020 |
| "Money, Success, Fame, Glamour" (mit den Teilnehmerinnen von RuPaul's Drag Race All Stars (Staffel 8)) | 2023 |